# Bürstenbinder

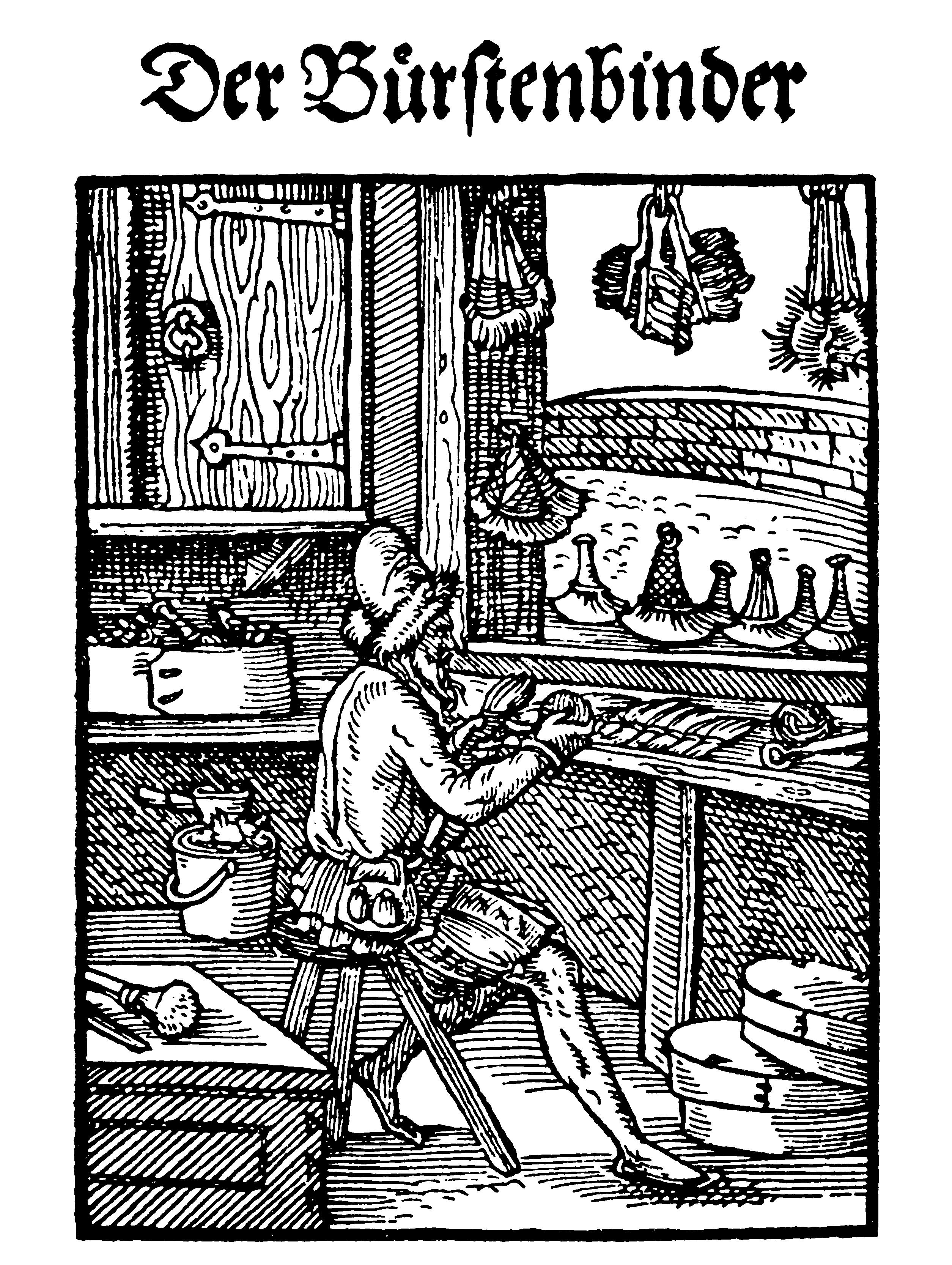
Holzstich von Jost Amman, 1568

Der Bürstenbinder ist ein traditioneller Handwerksberuf zur Herstellung von Bürsten, Besen und Pinseln. Eine Ausbildung zum Bürsten- und Pinselmacher gibt es in Deutschland seit 1984. Durch die industrielle Herstellung von Bürsten zählt dieses Handwerk zu den „aussterbenden“ Handwerken (vergleiche auch Besenbinder).

## Entwicklung des Handwerks
Die ältesten Bürsten bestanden aus einfachen Faserbündeln, die zu einer Bürste gebunden und manchmal auch mit einem Stiel versehen wurden, ungefähr in der Art, wie heute noch Reisigbesen gefertigt werden. Aus dieser Herstellungsmethode kommt die Bezeichnung Bürstenbinder. Frühe Malpinsel aus der Steinzeit hatten eine Fassung aus Tierknochen, wie sie in der Höhle von Altamira gefunden wurden. Heinrich Schliemann fand in Troja bei seinen Ausgrabungen Tonkörper mit eingestochenen Löchern zur Aufnahme von Borsten. Diese frühen Bürsten gleichen also den heutigen eingezogenen Bürsten, außer dass andere Materialien verwendet wurden. Die Chinesen sollen Bürsten für die Körperpflege und Zahnbürsten schon 2000 v. Chr. gekannt haben. Der Bürstenbinder des Mittelalters hatte ein Sortiment von Grobbürsten, Feinbürsten für die Körperpflege, Besen und nach heutigem Verständnis großen Pinseln für verschiedene Zwecke.

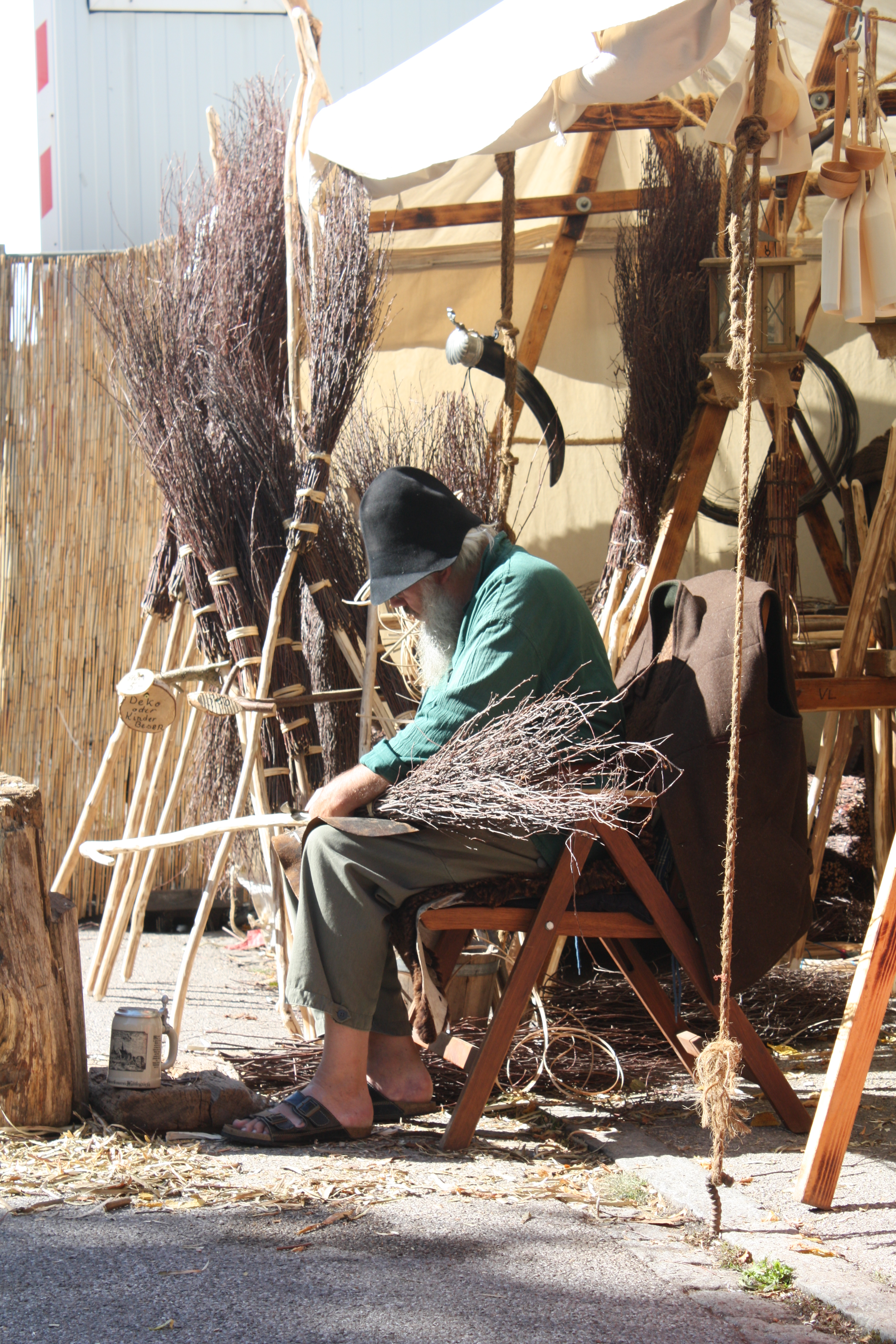
Ein Besenbinder bei der Arbeit (2012)

Markus A. Denzel beschreibt die Bürstenherstellung als eine Differenzierung der holz- und hornbearbeitenden Berufe, die in Städten und Märkten vorkam und deren Erzeugnisse, um größere Verkaufsmärkte zu erreichen, auch im Handel durch Hausierer und auf Jahrmärkten vertrieben werden mussten. Bürstenmacher oder Bürstenbinder als eigener Handwerksberuf sind ab ungefähr dem Jahr 1400 belegt. In Nürnberg entstand 1550 die erste Bürstenmacherzunft und 1552 eine Bürstenbinderordnung, die regelte, wie man es in diesem Fache zum Meister bringen konnte. Christoph Weigel der Ältere beschreibt in seinem Ständebuch von 1698 folgende Bürstenarten: Gewand- oder Kleiderbürste, Reibebürste, Kopfbürste, Schuhbürste, Kratzbürste, Fußbodenbürste. Als Besatzmaterial werden Schweineborsten genannt, die der Bürstenmacher selbst zurichtet und teilweise verkauft. Ausgewiesene Betriebe waren dennoch selten, aber eine große Anzahl von Heimwerkern wird vor allem in den ländlichen Gebieten für die Produkte vermutet.
Während Malpinsel häufig von den Malern, z. B. von den mittelalterlichen Miniaturmalern oder deren Gehilfen, selbst nach Bedarf angefertigt und in Gänsekiele gefasst wurden und lange Zeit Handarbeit blieben, sind bei der Bürstenfertigung schon früh in England Maschinen eingesetzt worden. Meistens waren es Entwicklungen der Bürstenmacher selbst z. B. mehrspindlige Bohrmaschinen zum Bohren der Löcher in die Bürstenkörper und Schermaschinen, um den Besatz auf gleichmäßige Länge zu schneiden. Gegen Ende des 19. Jahrhunderts gab es schon die ersten Stopfmaschinen für „gestanzte Bürsten“. Obwohl der Begriff „gestanzt“ eigentlich falsch ist, hat sich diese Bezeichnung durchgesetzt. Die Büschel von diesen gestanzten Bürsten fielen verhältnismäßig schnell aus, so dass Maschinenware als minderwertig galt. Der Handeinzug, bei dem jedes Faserbündel einzeln mit einem Draht in konische Löcher eingezogen wird, hatte noch lange Bedeutung und auch heute werden noch hochwertige Ware und Luxusausführungen zu einem kleinen Teil von Hand eingezogen. Die maschinelle Bürstenfertigung ist heute so weit, dass gestanzte Bürsten eine hohe Qualität und Haltbarkeit haben und preisgünstig in hoher Stückzahl produziert werden können. Der Beruf des Bürstenbinders hat damit viel von seiner Bedeutung verloren, bei der Pinselfertigung ist aufgrund der hohen Anforderungen und der kleinen Stückzahlen immer noch ein großer Anteil an Handarbeit. Für Bürstenmacher gibt es inzwischen neue Aufgaben auf dem Feld der vielfältigen technischen Bürsten.
In der Vergangenheit wurden blinde und sehbehinderte Menschen, insbesondere Kriegsversehrte, häufig zu Bürstenmachern ausgebildet.
  

Details zu den verschiedenen Bürstentypen, deren Aufbau und Herstellung 

## Berufsausbildung zum Bürsten- und Pinselmacher
Der Bürsten- und Pinselmacher ist ein staatlich anerkannter Ausbildungsberuf nach dem deutschen Berufsbildungsgesetz und der deutschen Handwerksordnung.
Die Ausbildungsdauer zum Bürsten- und Pinselmacher beträgt in der Regel drei Jahre. Die Ausbildung erfolgt an den Lernorten des Betriebes und der Berufsschule. Der Beruf verfügt über die beiden Fachrichtungen: Bürstenherstellung und Pinselherstellung. In Deutschland gibt es dafür eine einzige Berufsschule, die Staatliche Schule in Bechhofen (Mittelfranken) in Bayern, einer Außenstelle der Berufsschule Rothenburg/Dinkelsbühl.
Bürsten- und Pinselmacher fertigen Bürsten und Pinsel aus Holz oder Kunststoff. Sie bedienen sich dazu mechanischer, elektrischer, pneumatischer und  hydraulischer Maschinen, um die Bürsten und Pinsel aus zuvor angefertigten Einzelteilen herzustellen. Sie richten Produktionsmaschinen ein, bedienen sie und führen Wartungsarbeiten durch.
In der Fachrichtung zur Bürstenherstellung lernen sie, Feinbürsten, gedrehte und gestanzte Bürsten herzustellen. In der Fachrichtung zur Pinselherstellung lernen sie, Feinhaare, Imitationen und Mischungen zu unterscheiden und Qualitätspinsel herzustellen. Sie montieren Pinsel durch Aufstielen und Pressen. Bürsten- und Pinselmacher arbeiten in Betrieben des Handwerks und der Industrie, die Bürsten und Besen herstellen.

## Dem Bürstenbinder zugeordnete Tätigkeiten
Zum Beruf des Bürstenmachers gehörte ursprünglich die Herstellung der Bürstenkörper aus Holz. Heute beziehen die meisten Bürstenhersteller industriell vorgefertigte Produkte, vor allem Körper aus Buchenholz oder Kunststoff.
Für Pinsel, Bürsten und Besen müssen Borsten und Tierhaare zugerichtet werden. Die Zurichtung des Rohmaterials z. B. Borsten von der Schweineschlachtung oder von der Wildschweinjagd war früher ebenfalls Aufgabe des Bürstenbinders und ist heute in spezielle Betriebe ausgelagert. Verfilztes Rohmaterial wird erst durch Wolfen gelockert und gewaschen, anschließend gebleicht. Die verwertbaren Borsten werden aussortiert, gebündelt, gekocht und getrocknet, teilweise auch gefärbt. Durch diesen Prozess werden die Borsten zum einen hygienisch einwandfrei und zum anderen gerade. Beim anschließenden Durchreiben wird das Rohmaterial gleichgelegt, so dass Spitzen und Köpfe beieinanderliegen, was für Pinsel wichtig ist. Für Bürsten muss die Ware nicht unbedingt gleichgelegt werden. Beim Längenzupfen werden in mehreren Durchgängen jeweils die längsten Borsten oder Haare aussortiert, so dass sich in Schritten von 5 mm ein nach Längen sortiertes Besatzmaterial ergibt. Ein 50er Zupf ist also ein Material, das zwischen 50 mm und 55 mm lang ist. Sowohl Borsten, als auch Pflanzenfasern oder synthetische Materialien können noch geschlitzt werden, indem mit Nadeln auf das Material eingewirkt wird. Beim Mischen werden Besatzmaterialien mit verschiedenen Eigenschaften vermischt, so dass sich ein gleichmäßig durchgemischtes und homogen gefärbtes Material ergibt.
Die Aufgabe des Zurichtens war früher eine zeitintensive Handarbeit, sie wird heute maschinell von spezialisierten Zurichtbetrieben besorgt. Ein Großteil der heute verarbeiteten Schweineborsten wird heute bereits zugerichtet importiert. Ware aus China wird als Chinaborste, indische Ware unter dem Namen Calcutta gehandelt. Für die Bürstenherstellung kann auch auf synthetische Materialien zurückgegriffen werden, so dass sich insgesamt die Zahl und Bedeutung der Zurichterbetriebe verringert hat.

## Trivia
Theodor Fontanes Romanfigur Jenny Treibel ist eine „geborene Bürstenbinder“.